# Euphorbia cymosa
Euphorbia cymosa är en törelväxtart som beskrevs av Jean Louis Marie Poiret. Euphorbia cymosa ingår i släktet törlar, och familjen törelväxter. Inga underarter finns listade i Catalogue of Life.